# Pin 다이오드

PIN 다이오드는 p형 반도체와 n형 반도체 영역 사이의 폭, 도핑되지 않은 진성 반도체 영역과 다이오드이다. p형 및 n형 영역은 오믹 접촉을 위해 사용되기 때문에, 전형적으로 도핑된다. 넓은 진성 영역은 보통의 PN 다이오드와는 대조적이다.

## 같이 보기
- 광케이블
- 광 통신